# Cayratia japonica var. japonica
Cayratia japonica var. japonica, una variedad de Cayratia japonica, es una planta herbácea perteneciente a la familia Vitaceae. Se encuentra en Australia y Asia.

## Descripción
Es una planta trepadora  herbácea. Con ramillas glabras o pilosas; y zarcillos bifurcados. Las hojas 5 folioladas, elípticas o elíptico-lanceoladas, las venas marrones cuando secas. Pecíolos, peciólulos, pedúnculos y pedicelos glabros o pilosos. 

## Distribución y hábitat
Se encuentra en los bosques, matorrales, valles, zonas verdes, campos, áreas perturbadas, bordes de carreteras; a un altitud de 300-2500 metros, en Anhui, Chongqing, Fujian, Gansu, Guangdong, Guangxi, Guizhou, Hainan, Hebei, Henan, Hunan, Jiangsu, Shaanxi, Shandong, Sichuan, Taiwán, Yunnan, Zhejiang, Bután, India, Indonesia, Japón, Corea, Laos, Malasia, Birmania, Nepal, Filipinas, Tailandia, Vietnam y Australia.

## Taxonomía
Cayratia japonica var. japonica con publicación desconocida.
Sinonimia
- Causonia japonica (Thunb.) Raf.
- Vitis japonica Thunb.
- Vitis leucocarpa (Blume) Hayata
- Vitis tenuifolia Wight & Arn.[3]